# Pardosa marchei
Pardosa marchei là một loài nhện trong họ Lycosidae.
Loài này thuộc chi Pardosa. Pardosa marchei được Eugène Simon miêu tả năm 1890.